# Goodeyus ulmi
Goodeyus ulmi är en rundmaskart. Goodeyus ulmi ingår i släktet Goodeyus och familjen Cylindrocorporidae. Inga underarter finns listade i Catalogue of Life.